# ThyssenKrupp
ThyssenKrupp là một tập đoàn của Đức có trụ sở đặt tại Essen, Đức. Tập đoàn này có tới 670 công ty con. Tập đoàn này do ông Alfried Krupp von Bohlen und Halbach sáng lập. ThyssenKrupp AG là một trong những nhà sản xuất thép lớn nhất thế giới, được xếp hạng lớn thứ mười trên toàn thế giới theo doanh thu vào năm 2015.
Tập đoàn này là kết quả của việc sáp nhập năm 1999 của Thyssen AG và Krupp, và bây giờ có trụ sở chính hoạt động tại Essen. Cổ đông lớn nhất là Quỹ Alfried Krupp von Bohlen und Halbach, một quỹ từ thiện lớn của Đức, do Alfried Krupp von Bohlen und Halbach, chủ sở hữu và là người đứng đầu của công ty Krupp, thành lập và là công ty lớn nhất châu Âu.
Ngoài sản xuất thép, các sản phẩm của ThyssenKrupp bao gồm từ máy móc và dịch vụ công nghiệp đến tàu cao tốc và đóng tàu. Công ty con ThyssenKrupp Marine Systems sản xuất các tàu khu trục, tàu hộ tống và tàu ngầm cho hải quân Đức và nước ngoài.
ThyssenKrupp có 5.500 nhân viên và tạo ra doanh thu 1,6 tỷ Euro tại Tây Ban Nha, nơi mà nó chủ yếu sản xuất thang máy. Italy, nơi mà công ty sản xuất hầu hết thép không gỉ, tạo ra doanh thu 2,3 tỷ euro. Các doanh nghiệp ở hai nước này chiếm 9% tổng doanh thu của công ty.